# 涝峪小檗
涝峪小檗（学名：Berberis gilgiana）是小檗科小檗属的植物，是中国的特有植物。分布在中国大陆的陕西、湖北等地，生长于海拔800米至2,000米的地区，常生长在山坡及山谷两岸，目前尚未由人工引种栽培。